# The Desert Sessions, Vol. IV: Hard Walls and Little Trips
Hard Walls And Little Trips é o quarto volume da série Desert Sessions, um projeto paralelo do líder do Queens of the Stone Age, Josh Homme.
"The Eagles of Death Metal" (Jesse 'The Devil' Hughes, Loo Balls, Carlo Von Sexron, Craig Armstrong e T. Fresh) tocaram "The Gosso King Of Crater Lake", "Hogleg" e "You Keep On Talkin'". The Eagles of Death Metal desde então se tornou uma banda real centrada ao redor das guitarras e vocais de Jesse 'The Devil' Hughes ao invés dos vocais de Loo Balls. Também, vale a pena notar que 'Carlo Von Sexron' é de fato um dos apelidos de Josh Homme. Ele também se mantem gravando bateria e/ou baixo para o EODM até hoje, apesar de não sair em turnê com eles.
"The Green Monarchs" (Alfredo Hernández, Larry Lalli, Mario Lalli, Josh Homme, Chris Goss, Nick Oliveri e Tony Tornay) tocaram "Monster In The Parasol", "Jr. High Love" e "Eccentric Man".

## Detalhes
FORA DE CATÁLOGO
- Lançado: 1998
- Cor: Creme
- Matrix Lado A: MR-112-A KM L-50638
- Matrix Lado B: MR-112-B KM L-50638 X
- Miscelâneo:
  - "KM" na gravura da matriz é provavelmente a assinatura do lathe operator at the pressing plant. Eles são conhecidos por fazer isso.
  - "Avon" apareceu mais tarde no álbum homônimo do Queens of the Stone Age.
  - "Monster In The Parasol" foi regravada para o segundo álbum de estúdio do Queens of the Stone Age, Rated R, para o qual o título foi modificado para "Monsters in the Parasol".
  - "Jr. High Love" foi regravada para o álbum do Mondo Generator, A Drug Problem That Never Existed
- Produzido por Josh Homme
- Enginharia por Steve Feldman & Josh Homme
- Mixado por Steve Feldman & Josh Homme

## Faixas

### Lado A
1. "The Gosso King Of Crater Lake" - 02:57 Tocada por: The Eagles of Death Metal
2. "Monster In The Parasol" - 03:42 Tocada por: The Green Monarchs
3. "Jr. High Love" - 01:50 Tocada por: The Green Monarchs

### Lado B
1. "Eccentric Man" (releitura de The Groundhogs) - 04:09 Tocada por: The Green Monarchs
2. "Hogleg" - 02:37 Tocada por: The Eagles of Death Metal